# Cratere Maji
Maji è un cratere sulla superficie di Marte.